# Кривченский сельский совет
Кривченский сельский совет (укр. Кривченська сільська рада) — входит в состав
Борщёвского района
Тернопольской области
Украины.
Административный центр сельского совета находится в 
с. Кривче.

## Населённые пункты совета
- с. Кривче